# Поле для гольфу

Складові поля для гольфу:
1 — стартовий майданчик (teeing ground),
2 — водна перешкода (water hazard),
3 — нерівний майданчик, область поза грою (rough),
4 — зона за майданчиком (out of bounds),
5 — піщана зона (sand bunker),
6 — водна перешкода (water hazard),
7 — гладке поле (fairway),
8 — грін (putting green),
9 — прапорець (flagstick),
10 — лунка (hole)

Поле для гольфу — спортивна споруда, призначена для гри в гольф. Являє собою обгороджену територію площею від декількох гектарів до декількох десятків гектарів, засіяну травою, підстриженою до висоти різного рівня на різних ділянках, і з можливою наявністю інших елементів (наприклад, дерев або невеликих водойм, або піщаних долинок, — перешкод, які треба долати гравцям).
На полі для гольфу розміщується, залежно від його типу, дев'ять або вісімнадцять спеціальних ямок для м'ячів, пронумерованих і розміщені на полі в строго визначеному порядку згідно з правилами гри. Поле для гольфу має різні сектори, що виконують конкретну роль у грі (див. схему). По гольфовому полю зазвичай прокладена доріжка для переміщення спеціальних візків для гольфу, на яких їздять гравці і працівники.
За статистикою журналу Golf Digest у травні 2005 року в світі налічувалося близько 32 000 полів для гольфу, більшість з яких розташовані в Північній Америці. Вартість будівництва поля для гольфу в Європі становить, як правило, від 1,5 до 5,2 мільйона євро.